# Xã Hunter, Quận Jackson, Minnesota
Xã Hunter (tiếng Anh: Hunter Township) là một xã thuộc quận Jackson, tiểu bang Minnesota, Hoa Kỳ. Năm 2010, dân số của xã này là 224 người.